# 硫黄泉

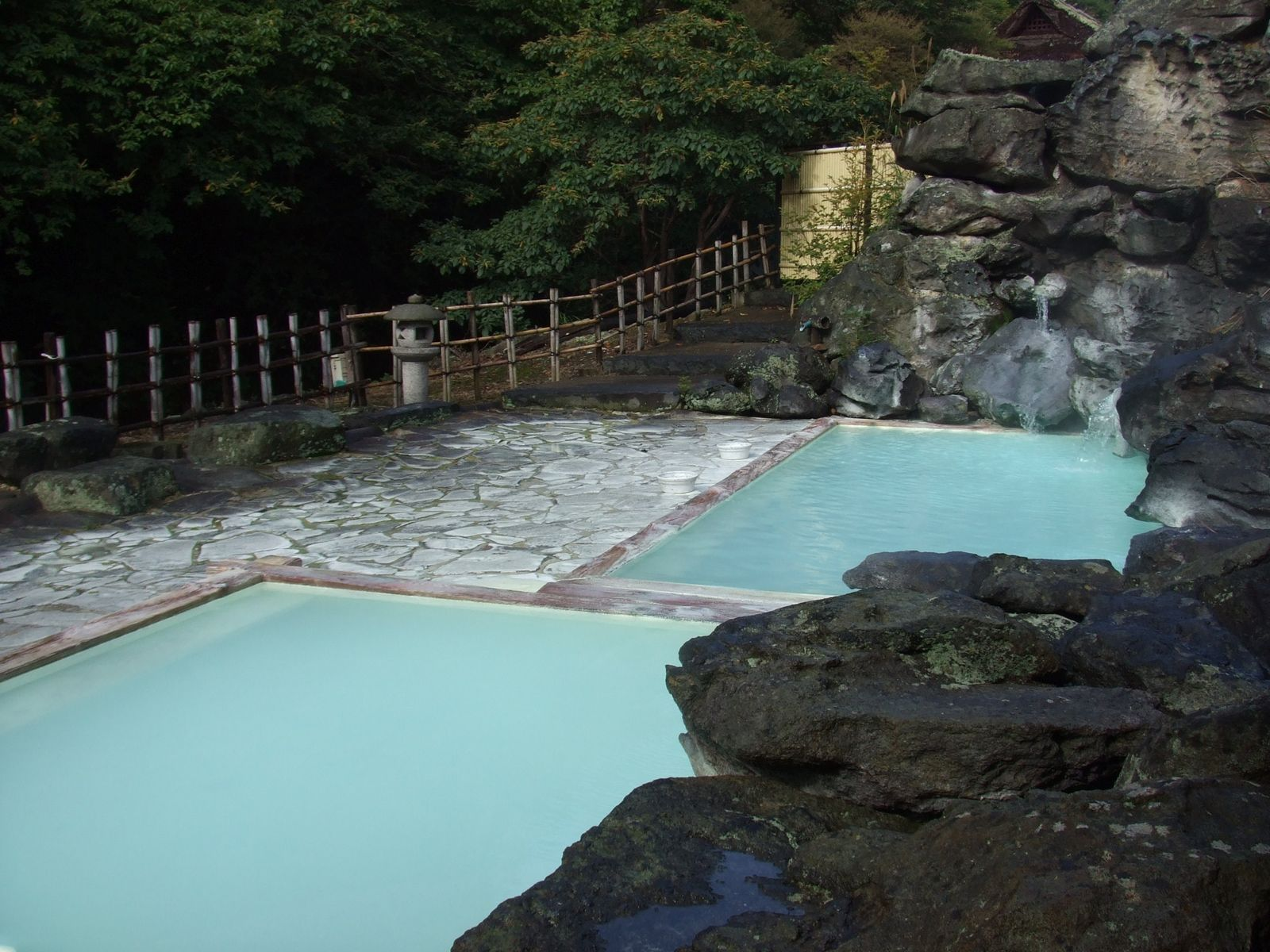
硫黄泉の例、高湯温泉・玉子湯の「天渓の湯」

硫黄泉（いおうせん）は、掲示用泉質名に基づく温泉の泉質の分類の一種。特殊成分を含む療養泉に分類される。

## 概要
卵が腐ったような臭い、また湧出後湯船にて湯の花により白濁する温泉も多いのが特徴。掲示用泉質名では硫黄泉と一括りにされるが、硫化水素の含有の有無により、全く含まない硫黄泉と、これを含む硫化水素泉に大別される。硫黄型および硫化水素型の判別は新泉質名、または旧泉質名を確認することで判別できる。pHの分布は広いが、酸度が高いものは硫化水素型に多く、アルカリ性を示すものは硫黄型に多い。
日本国内で特に硫黄濃度の高い温泉地として高湯温泉（福島県福島市）、万座温泉（群馬県嬬恋村）、月岡温泉（新潟県新発田市）の3か所が挙げられる。

## 泉質の定義
温泉1kg中に総硫黄 (S) [HS-, S2O3--, H2S に対応するもの] を2mg以上含有。

## 新旧泉質名
新旧泉質名では、以下に分類される。
| 旧泉質名               | 新泉質名                                                                             | 略記泉質名                      |
| ---------------------- | ------------------------------------------------------------------------------------ | ------------------------------- |
| 硫黄泉                 | 硫黄泉                                                                               | S泉                             |
| 単純硫黄泉             | 単純硫黄泉                                                                           | 単純S泉                         |
| 含食塩－硫黄泉         | 含硫黄－ナトリウム－塩化物泉                                                         | 含S-Na-Cl泉                     |
| 含食塩重曹－硫黄泉     | 含硫黄－ナトリウム－塩化物・炭酸水素塩泉                                             | 含S-Na-Cl･HCO3泉                |
| 硫化水素泉             | 硫黄泉（硫化水素型）                                                                 | S泉(H2S型)                      |
| 単純硫化水素泉         | 単純硫黄泉（硫化水素型）                                                             | 単純S泉(H2S型)                  |
| 酸性硫化水素泉         | 酸性－含硫黄・（ナトリウム）－硫酸塩泉（硫 酸性-化水素型）                           | 含S(Na)-SO4泉(H2S型)            |
| 土類硫化水素泉         | 含硫黄－カルシウム（・マグネシウム）－炭酸水素塩泉（硫化水素型）                     | 含S-Ca(･Mg)-HCO3泉(H2S型)       |
| 含食塩－土類硫化水素泉 | 含硫黄－カルシウム（・マグネシウム）・ナトリウム－炭酸水素塩・塩化物泉（硫化水素型） | 含S-Ca(･Mg)･Na-HCO3･Cl泉(H2S型) |
| 含石膏－土類硫化水素泉 | 含硫黄－カルシウム（・マグネシウム）－炭酸水素塩・硫酸塩泉（硫化水素型）             | 含S-Ca(･Mg)-HCO3･SO4泉(H2S型)   |
| 重曹硫化水素泉         | 含硫黄－ナトリウム－炭酸水素塩泉（硫化水素型）                                       | 含S-Na-HCO3泉(H2S型)            |
| 含芒硝－重曹硫化水素泉 | 含硫黄－ナトリウム－炭酸水素塩・硫酸塩泉（硫化水素型）                               | 含S-Na-HCO3･SO4泉(H2S型)        |
| 塩化物硫化水素泉       |                                                                                      |                                 |
| 食塩硫化水素泉         | 含硫黄－ナトリウム－塩化物泉（硫化水素型）                                           | 含S-Na-Cl泉(H2S型)              |
| 塩化土類硫化水素泉     | 含硫黄－カルシウム（・マグネシウム）－塩化物泉（硫化水素型）                         | 含S-Ca(･Mg)-Cl泉(H2S型)         |
| 含重曹－食塩硫化水素泉 | 含硫黄－ナトリウム－塩化物・炭酸水素塩泉（硫化水素型）                               | 含S-Na-Cl･HCO3泉(H2S型)         |
| 含石膏－食塩硫化水素泉 | 含硫黄－ナトリウム・カルシウム－塩化物・硫酸塩泉（硫化水素型）                       | 含S-Na･Ca-Cl･SO4泉(H2S型)       |
| 硫酸塩硫化水素泉       |                                                                                      |                                 |
| 石膏硫化水素泉         | 含硫黄－カルシウム硫酸塩泉（硫化水素型）                                             | 含S-Ca-SO4泉(H2S型)             |
| 含食塩－芒硝硫化水素泉 | 含硫黄－ナトリウム－硫酸塩・塩化物泉（硫化水素型）                                   | 含S-Na-SO4･Cl泉(H2S型)          |
| 含食塩－石膏硫化水素泉 | 含硫黄－カルシウム・ナトリウム－硫酸塩・塩化物泉（硫化水素型）                       | 含S-Ca･Na-SO4･Cl泉(H2S型)       |

## 効能
※効能はその効果を万人に保証するものではない
泉質に基づく効能として、以下が挙げられる。

### 適応症

#### 浴用
- 一般的適応症のほか、慢性皮膚病、慢性婦人病、切り傷、糖尿病。
- 硫化水素型では他に、高血圧症、動脈硬化症。

#### 飲用
- 糖尿病、痛風、便秘、下痢。

### 禁忌症

#### 浴用
- 一般的禁忌症のほか、硫化水素型では皮膚・粘膜の過敏な人、特に光線過敏症の人。

## 代表的な温泉地
- 川湯温泉（北海道）
- 箱根湯本温泉（神奈川県）
- 日光湯元温泉（栃木県）
- 草津温泉（群馬県）
- 万座温泉（群馬県）
- 野沢温泉（長野県）
- えびの高原温泉（宮崎県）

## 事故
硫化水素泉の場合、空気中に放出される硫化水素ガスを長時間、または高濃度のものを吸引すると中毒を起こす。そのため、内風呂（屋内の浴場）では十分に換気が行われなければならない。また野湯の場合、空気より比重の大きい高濃度の硫化水素ガス（比重1.1905）は窪みや穴状の地形の中にあるとが溜りやすく、過去には中毒死亡事故も起きている。さらに冬季には地形にかかわらず、積雪で温泉の周りが囲まれた状態となっても同様のことが起きる恐れがある。